# Leonida Lari
Pour les articles homonymes, voir Lari.
Leonida Lari, née le 26 octobre 1949 et morte le 11 décembre 2011, est une poétesse, femme de lettres, femme politique et traductrice roumaine. Si elle publia un grand nombre d'ouvrages en vers et en prose, elle traduisit énormément de livres du monde en roumain.

## Biographie
Femme politiquement engagée, elle fut membre du Soviet suprême de l'Union soviétique (de 1989 à 1991) et, après l'ère communiste, du Parlement roumain (de 1992 à 2008).

## Œuvres
- Piaţa Diolei (1974)
- Marele vânt (1980)
- Mitul trandafirului (1985)
- Scoica solară (1987)
- Insula de repaos (1988)
- Lumina graitoare (1989)
- Dulcele foc (1989)
- Anul 1989 (1990)
- Lira şi păianjenul (1991)
- Govorâŝij svet (1992)
- Al nouălea val (1993)
- Epifanii (1994)
- Scrisori de pe strada Maica Domnului (1995)
- Lunaria (1995)
- Aldebaran (1996)
- Între îngeri şi demoni (1998)
- Învingătoarele spaţii (1999)
- Insula de repaus (2000)
- Răstignirea porumbeilor (2003)
- Epifanii şi teofanii (2005)
- Infinitul de aur (2006)
- Sibila (2006)
- Traduceri din lirica universala (2009)
- 101 poeme (2009)